# Loreczka białogardła
Loreczka białogardła (Vini peruviana) – gatunek małego ptaka z rodziny papug wschodnich (Psittaculidae). Opisana przez Philippa Ludwiga Statiusa Müllera w 1776 roku. Występuje na wyspach Polinezji Francuskiej oraz Wysp Cooka. Pierwotnie została stwierdzona na 23 wyspach otaczających Tahiti. Jednakże obecnie jej występowanie zostało ograniczone do ośmiu wysp, tj. Motu, Manuae, Tikehau, Rangiroa, Aratua, Kaukura, Apataki, Aitutaki, oraz prawdopodobnie na Harvey Island i Manihi. Nie wyróżnia się podgatunków.

## Morfologia
Wygląd zewnętrzny:
Mała papuga z krótkim ogonem. Jej upierzenie jest ciemnogranatowe. Górna część klatki piersiowej, gardło oraz dolna część lica do poziomu oczu jest ubarwiona na biało. Dziób, nogi i oczy są czerwone.
Dymorfizm płciowy nie jest zaznaczony.
Rozmiary:
- Długość ciała: 16–18 cm

Masa ciała:
- 40–50 g.

## Biotop
Loreczka białogardła jest typowym gatunkiem zasiedlającym nizinne lasy oraz obszary zadrzewione przez człowieka. Obserwowana również na kwitnących roślinach, palmach kokosowych, bananowcach oraz w przydomowych ogrodach.

## Pożywienie
Loreczka białogardła żywi się miękkimi owocami, nektarem, pyłkiem kwiatów.

## Rozród
Gniazda zakłada w dziuplach. Składa dwa okrągłe jaja o wymiarach 19,5 × 17,0 mm.

## Status
Międzynarodowa Unia Ochrony Przyrody (IUCN) uznaje loreczkę białogardłą za gatunek narażony na wyginięcie (VU – vulnerable) nieprzerwanie od 1994 roku. Głównym zagrożeniem dla loreczki białogardłej jest obecność szczura śniadego, kotów oraz błotniaka moczarowego (Circus approximans). Obecnie gatunek liczy od 7 do 9 tysięcy osobników, aczkolwiek liczebność stopniowo się obniża. Na niektórych wyspach, np. na Makatea w archipelagu Tuamotu gatunek ten już wyginął. Został wpisany do Załącznika II konwencji waszyngtońskiej.